# Gustav III (staty)

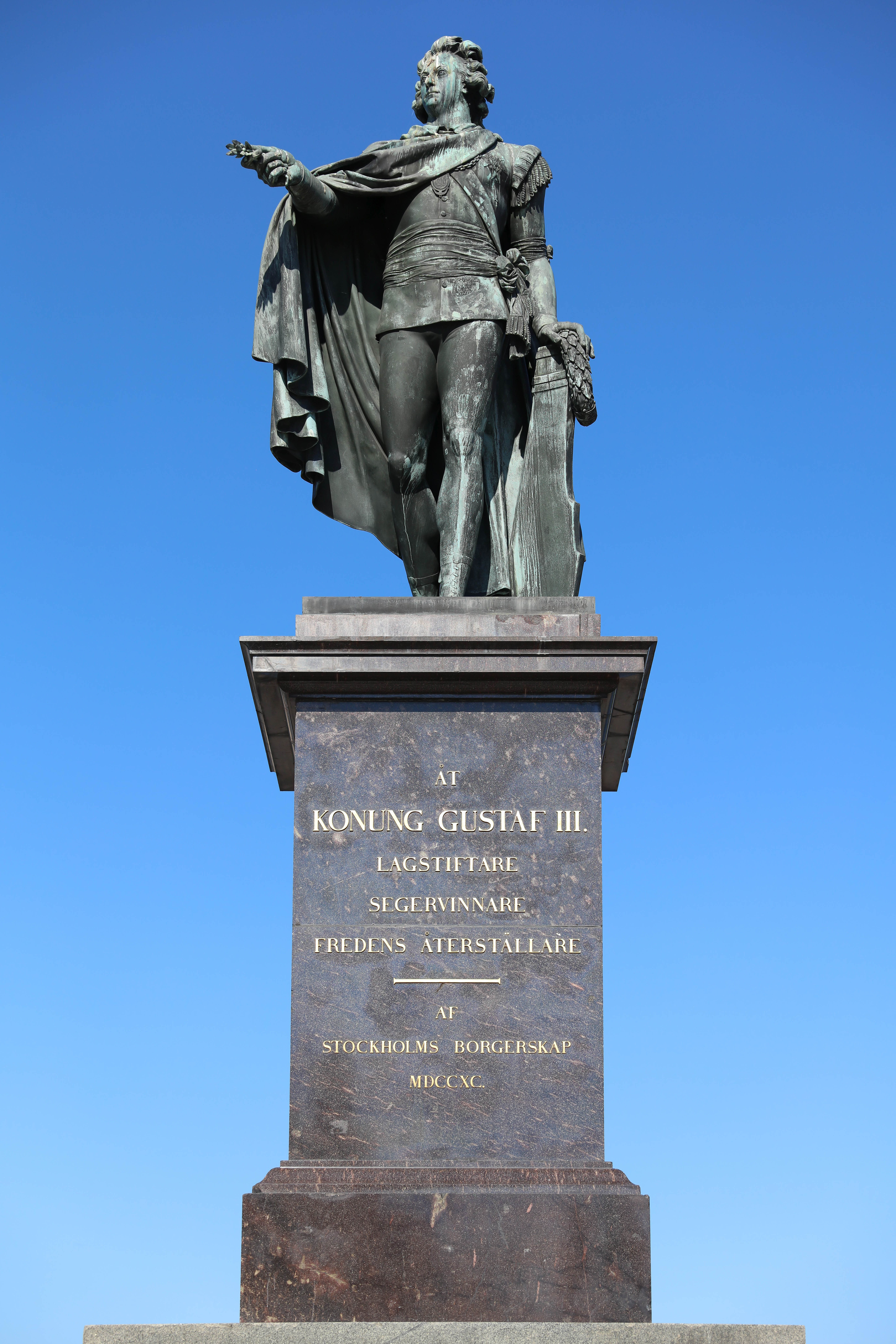
Gustav III:s staty.

Gustav III:s staty är en skulptur som visar Sveriges kung Gustav III. Den skapades av Johan Tobias Sergel, och dess kajanläggning och postament ritades och restes av byggmästaren Jonas Lidströmer. Den står på Skeppsbrokajen nedanför Slottsbacken i Stockholm och avtäcktes den 24 januari 1808.

## Utseende
Statyn skulpterades av Sergel och göts i brons av kapten Charles Apelquist. 1806 var statyn färdiggjuten och den ciselerades i Marieberg, men av olika skäl invigdes den inte förrän i januari 1808. Detta torde varit den första lyckade statygjutningen genomförd av en svensk, något som det Meyerska styckgjuteriet misslyckats med två gånger.
Den uppställdes på sin plats och invigdes den 24 januari 1808 och står på en hög piedestal av röd älvdalsporfyr (blybergsporfyr) från Älvdalens porfyrverk. Statyns fundament är utförd som trappsteg i granit som är en omtyckt sittplats för turister.
Gustav III är avbildad stigande i land i triumf efter det ryska kriget 1788-1790, vilket skedde på samma plats som statyn står. Statyn skänktes och bekostades av Stockholms borgerskap och kan ses som deras tack till kungen. Gustaf III hade nämligen skänkt Obelisken på Slottsbacken till staden, för att uppmärksamma borgerskapet och tacka för deras stöd under kriget.
För figurens rörelse och hållning lät sig Sergel inspireras av den antika marmorskulpturen Apollo di Belvedere.
Piedestalen bär en inskription i guldbokstäver:
Årtalet MDCCXC är skrivet med romerska siffror och motsvarar år 1790.
Sergel skrev om sitt verk att Gustav III-statyn: "är i gående rörelse, den håller ett roder med vänstra handen och med den högra överräcker den en olivkvist som betecknar freden. Dräkten är flottans uniform, med en stor mantel uppfäst på vänstra axeln". Kungen är avbildad i Arméns flottas uniform (m/1779), och rodret är av samma modell som fanns på divisionschefsfartygen, som ofta var av klassen hemmema, inom Arméns flotta. Gustav håller dessutom en lagerkrans i handen på rodret, en antik segersymbol som gavs åt segrande fältherrar som återkom i triumf till Rom. På bröstet bär han kraschan för Serafimerorden samt även kraschan för Riddare med stora korset av Svärdsorden. Runt halsen bär kungen dessutom Svensksundsmedaljen i kedja. De två senare dekorationerna hade införts av kungen under kriget.
Sergel blev samma dag som statyn avtäcktes, den 24 januari 1808, adlad av Gustav IV Adolf.

### Bilder

Arméns flottas uniform, med Svensksundsskärp, som Gustav III bar under Slaget vid Svensksund 1790.
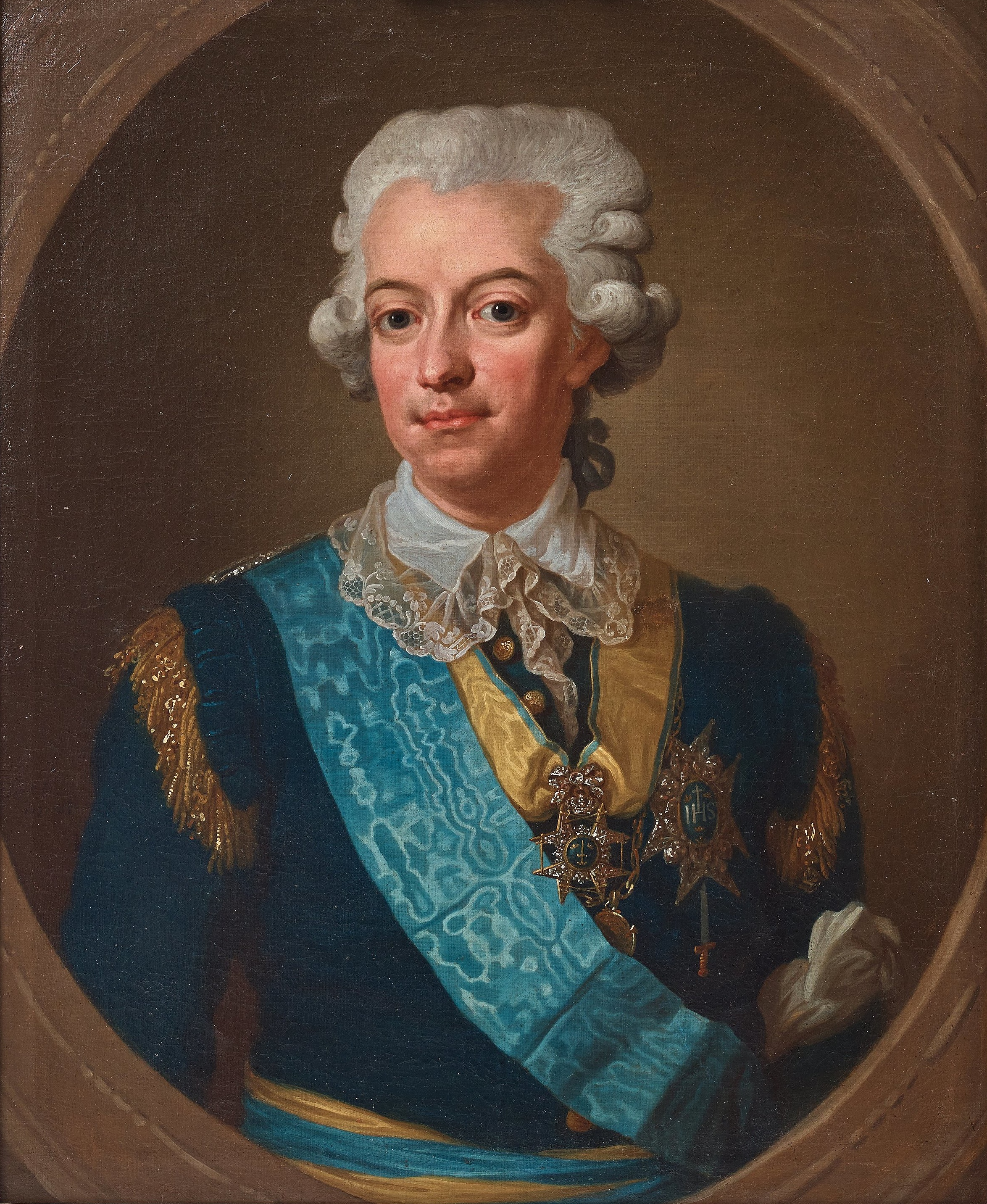
Gustav III iförd arméns flottas uniform m/1779, som han såg ut under slaget vid Svensksund. Kungen bär på bilden Serafimerordens axelband och dess kraschan, han bär runt halsen Svärdsorden samt dess kraschan på bröstet. Under Svärdsorden skymtar även Stora Svensksundsmedaljen.
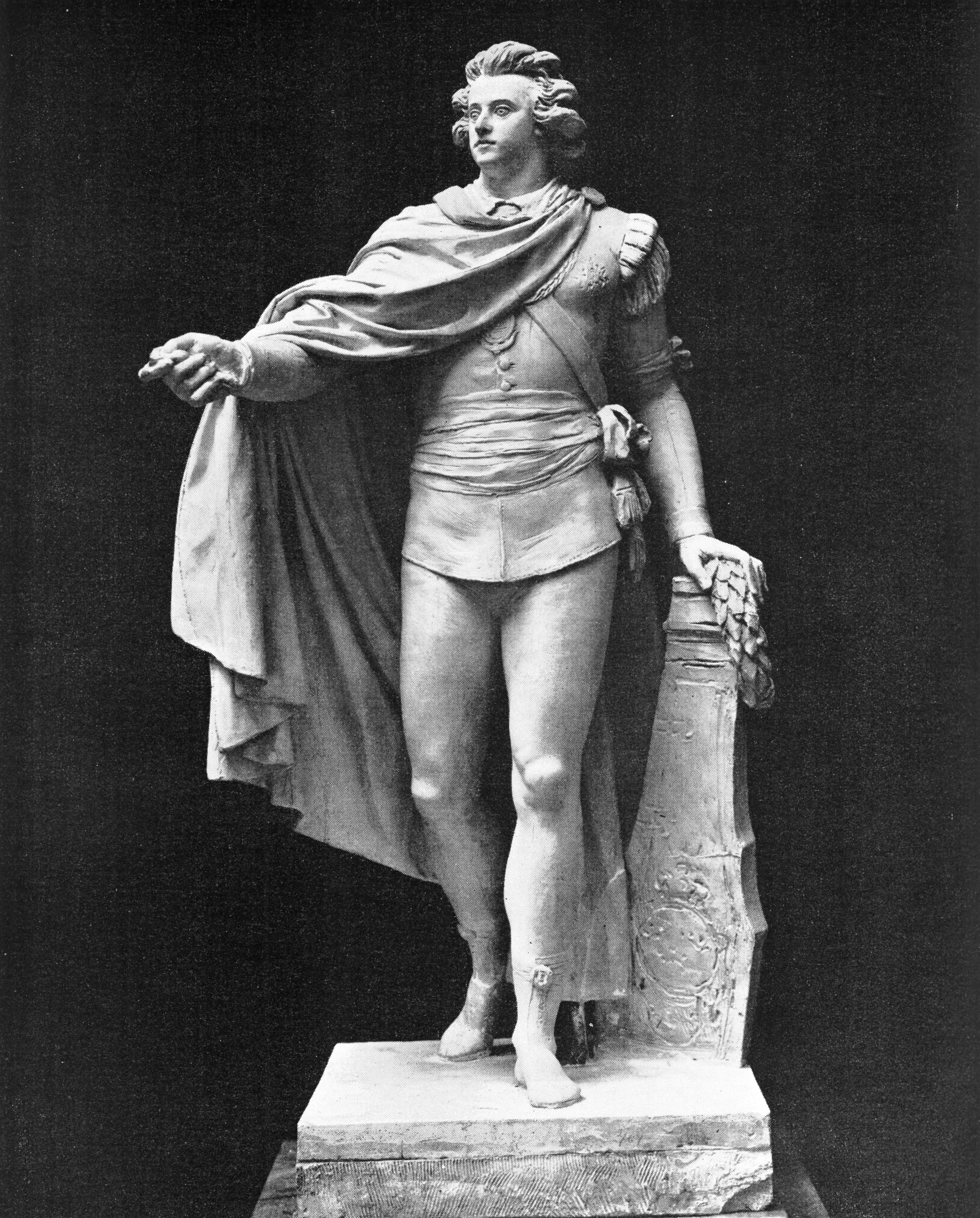
Sergels maquette till statyn i lera. I Nationalmuseums samlingar. (1790-1793)

## Avtäckningen den 24 januari 1808[7]

Frånsidan av Carl Enhörnings medalj, slagen till invigningen 1808.

Statyn avtäcktes under högtidliga former den 24 januari 1808, dagen var Gustav III:s födelsedag. Det var hans son, kung Gustav IV Adolf som invigde statyn, vilket skedde med sedvanliga ceremonier. Då täckelset föll saluterade kungen statyn med sin värja samtidigt som kunglig salut avgavs med kanoner. Därefter vidtog militärparad.
Vid invigningen deltog flera av kungens gamla vänner och kollegor såsom Gustaf Mauritz Armfelt och Nils von Rosenstein. Armfelt skrev till en vän om händelsen och sina känslor:
| ” | Jag stod bredvid bildstoden, tryckt av tankar på det närvarande och framfarna, upphöjd likväl av en odödlig känsla. Om den store konungens bild kunde få lif, sade jag sakta, huru snart skulle icke Sveriges öde förvandlas. | „ |

Efter invigningen av statyn höll Sergel en festmiddag i sitt hem där kungens gamla vänner och bekanta deltog. Det var under denna måltid som Sergel utbrast i den kända skålen till kungens ära:
| ” | Ta mig tusan djäflar var icke Gustaf III en stråle af det eviga ljuset! | „ |

Till invigningen slogs även en medalj som delades ut till vissa av de närvarande, den visar Gustav IV Adolf i rustning på åtsidan, och frånsidan visar statyn samt inskriptionen AF STOCKHOLMS BORGERSKAP D 24 JAN 1808. Medaljen är graverad av Carl Enhörning.

## Restaurering 2005-2006
Verket restaurerades år 2005-2006. Innan dess var man tvungen att lyfta bort skulpturen av kungen, vilket dock var svårare än konservatorn hade tänkt sig.  Detta motstånd berodde dels på att kungen var väl förankrad i piedestalen, dels på att han var gjord av massiv brons från hjässan till bröstkorgen. Först efter flera försök och byte till större kranbil kunde kungen lyftas från sin sockel. Dagens Nyheters rubrik den 23 november 2005 löd: "Gustav III spjärnade emot".

## Bilder

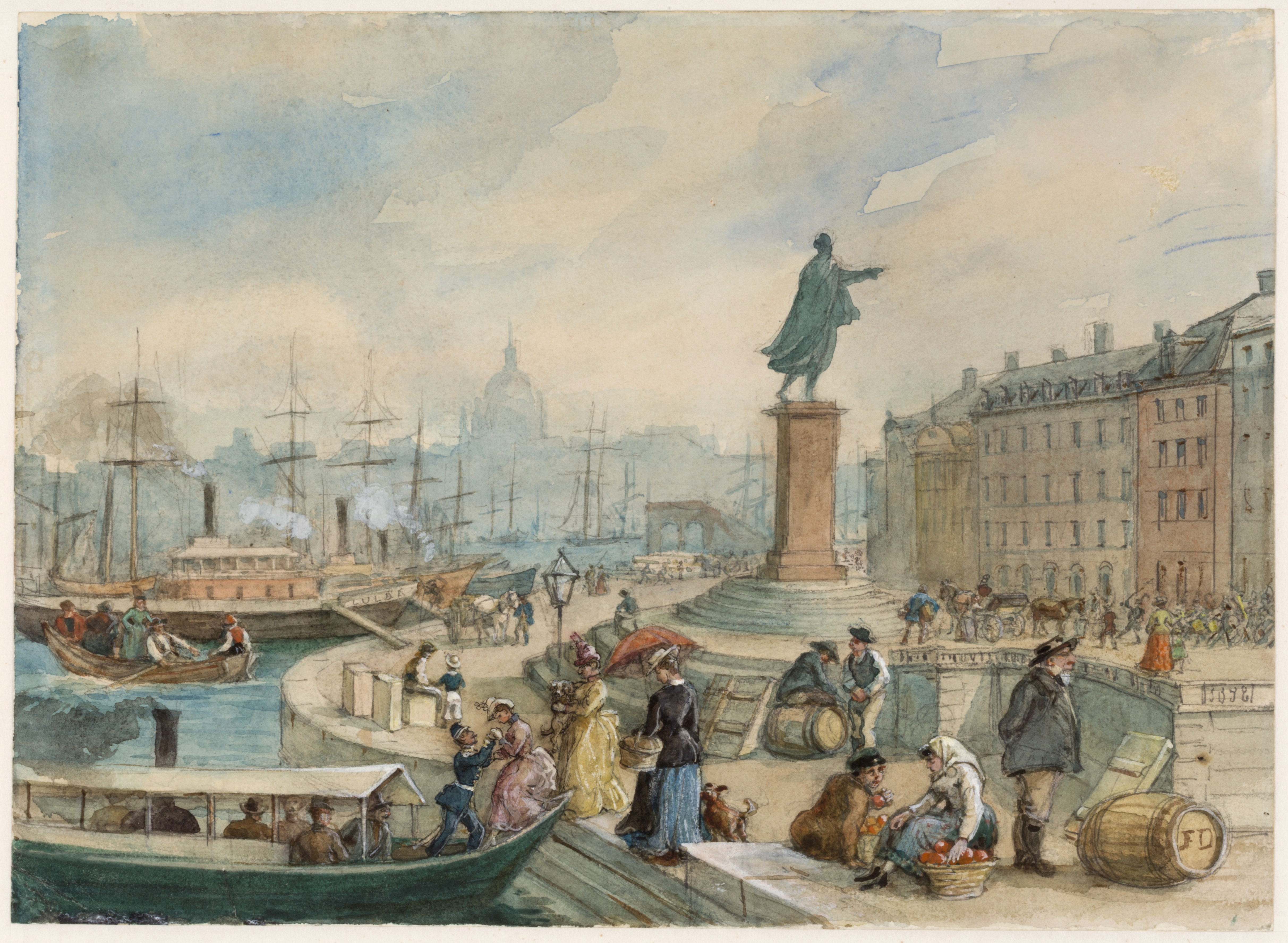
Fritz von Dardels målning, 1860